# Resolutie 687 Veiligheidsraad Verenigde Naties
Resolutie 687 van de Veiligheidsraad van de Verenigde Naties werd aangenomen op 3 april 1991. De resolutie stelde de voorwaarden vast waaraan Irak moest voldoen nadat het land de Golfoorlog had verloren. 
De resolutie werd aangenomen met 12 stemmen voor, een tegen (Cuba) en twee onthoudingen (Ecuador en Jemen).

## Achtergrond
Op 2 augustus 1990 viel Irak zijn zuiderbuur Koeweit binnen en bezette dat land. Nog diezelfde dag werd de inval door de VN-Veiligheidsraad veroordeeld in resolutie 660. Deze resolutie eiste ook een onmiddellijke terugtrekking van Irak, maar daar kwam niets van terecht.

## Inhoud
De resolutie eiste de vernietiging van alle chemische, nucleaire en biologische wapens, alsmede van alle ballistische raketten met een bereik van meer dan 150 km. Deze acties “representeerden stappen in de richting van het doel om in het Midden-Oosten een zone te creëren vrij van massavernietigingswapens en alle raketten om deze te lanceren, en het komen tot een wereldwijd verbod op chemische wapens” (paragraaf 14).
De resolutie verplichtte Irak tevens om te voldoen aan al zijn internationale schuldverplichtingen en tot het doen van herstelbetalingen aan Koeweit.

## Verwante resoluties
- Resolutie 678 Veiligheidsraad Verenigde Naties (1990)
- Resolutie 686 Veiligheidsraad Verenigde Naties
- Resolutie 688 Veiligheidsraad Verenigde Naties
- Resolutie 689 Veiligheidsraad Verenigde Naties

Lijst ·  684 ·  685 ·  686 ·  687 ·  688 ·  689 ·  690 ·  691 ·  692 ·  693 ·  694 ·  695 ·  696 ·  697 ·  698 ·  699 ·  700 ·  701 ·  702 ·  703 ·  704 ·  705 ·  706 ·  707 ·  708 ·  709 ·  710 ·  711 ·  712 ·  713 ·  714 ·  715 ·  716 ·  717 ·  718 ·  719 ·  720 ·  721 ·  722 ·  723 ·  724 ·  725